# Segundo ejército correntino contra Rosas
El segundo ejército correntino contra Rosas fue un esfuerzo dirigido por líderes del partido unitario y del gobernador de la provincia de Corrientes, Pedro Ferré, para romper la dominación ejercida en la Argentina por el general Juan Manuel de Rosas. Estuvo dirigido por el general Juan Lavalle, y recorrió las provincias de Entre Ríos, Buenos Aires y Santa Fe.
Terminó alejándose de sus bases de operaciones en el Litoral argentino, e internándose en el territorio controlado por la Coalición del Norte, formado por la mayor parte de las provincias del Interior. Perdió su capacidad operativa en la batalla de Quebracho Herrado y sus restos fueron derrotados en la batalla de Famaillá. A fines de 1841 había desaparecido y Lavalle había muerto, aunque unos cuantos sobrevivientes lograron regresar a Corrientes.

## Antecedentes
La situación de las provincias argentinas en 1838 parecía estabilizada en un equilibrio entre gobiernos federales, muy relativamente autónomos del gobernador de la provincia de Buenos Aires, Juan Manuel de Rosas, que además del encargo de las relaciones exteriores concedido por las demás provincias, ejercía de hecho un poderoso influjo y dominio económico y político sobre ellas. Uno de los pocos gobernadores que aún tenía cierta autonomía era Alejandro Heredia, de la provincia de Tucumán, que además dominaba las provincias vecinas.
En 1838, sin embargo, el estable edificio de la Confederación Argentina se comenzó a resquebrajar. El bloqueo francés al Río de la Plata creó enemigos internos a la administración de Rosas. La victoria, en el vecino Uruguay, del general Fructuoso Rivera – con evidente ayuda del partido unitario argentino - sobre el presidente constitucional Manuel Oribe, significó la apertura de un frente externo. Y, por último, el asesinato de Alejandro Heredia y el fallecimiento de Estanislao López llevó al poder en Tucumán y Santa Fe a líderes de dudosa lealtad a los principios federales – o a la persona de Rosas.
La neutralización del efímero gobernador santafesino Domingo Cullen y la derrota del primer ejército correntino contra Rosas, dirigido por el gobernador Genaro Berón de Astrada y su reemplazo por un gobernador federal leal a Rosas no lograron calmar las agitaciones internas. Una rebelión en Córdoba, aunque aplastada violentamente, y la llamada revolución de los Libres del Sur en la misma Buenos Aires marcaban una efervescencia creciente de los enemigos de Rosas.

## La campaña de Lavalle en 1839
Lavalle se había unido a las campañas contra Rosas convencido por Florencio Varela. Se trasladó junto a unos cuantos oficiales a la isla Martín García, aún en manos francesas — aunque nominalmente de Uruguay — donde formó un pequeño ejército de voluntarios. Varios de ellos iban como "ciudadanos"; esto es, se consideraban libres de las obligaciones militares de las tropas de línea.
Cuando todavía estaba organizando el ejército, con la idea de pasar a la provincia de Buenos Aires, le llegó la noticia de la invasión del gobernador entrerriano Pascual Echagüe al Uruguay. Entonces, por lealtad a sus protectores uruguayos, cambió de plan y se dirigió a la provincia de Entre Ríos; a bordo de una flota francesa desembarcó en Gualeguaychú. Con él iban jefes prestigiosos, como Manuel Olazábal, Iriarte, Martiniano Chilavert, José Valentín de Olavarría y Manuel Hornos.
Desembarcaron en Gualeguaychú el 11 de septiembre; al desembarcar; Lavalle proclama que 

"Olvidados de nuestras opiniones de otros tiempos, no queriendo más principios que los que profesa toda la República, dóciles a las voluntades victoriosas de los pueblos, nosotros venimos a someternos a ellos con honor y gritar, si es necesario, a la par de la Nación: ¡Viva el gobierno republicano representativo federal!".

La tropa no pasaba de 400 hombres, y Lavalle los organizó como una montonera de milicianos entusiastas, pero sin disciplina ni organización. Sin duda, era un cambio absoluto respecto a la educación militar que había recibido en los 10 años en que siguió al general San Martín. Generalmente los historiadores está de acuerdo en que la causa de esto era la impresión de haber sido vencido su disciplinado ejército por montoneras, en 1828; y de haber triunfado recientemente el frente de montoneras similares, cuando acompañara a Rivera en la Batalla de Palmar.
Tras algunos días buscando caballos para su empresa, avanzaron hacia el interior de la provincia y derrotaron al gobernador delegado, Vicente Zapata, en la batalla de Yeruá. Los 400 hombres de Lavalle mucho mejor dirigidos, vencieron a 1600 entrerrianos el 22 de septiembre de 1839, cerca de Concordia. Lavalle esperaba que toda la provincia se pronunciara a su favor, pero los entrerrianos se mantuvieron leales a su gobernador.

## Ferré, gobernador de Corrientes
La noticia de Yeruá llegó a Corrientes en momentos en que los opositores, amigos del fallecido Berón de Astrada y de Pedro Ferré, estaban organizando una revolución. La noticia sirvió de disparador, y el 6 de octubre estalló una revolución incruenta, dirigida por el después general Domingo Ábalos, tras la cual fue nombrado gobernador Pedro Ferré.
Desde Santa Fe, avanzó al encuentro de Lavalle el gobernador de Santa Fe, Juan Pablo López. Lavalle, desilusionado por la falta de apoyo local, decidió no volver a arriesgar sus tropas en otra batalla desigual; perseguido por López, se retiró hacia Corrientes, ingresando en esa provincia. Ferré estaba reuniendo tropas, pero carecía de jefes capacitados, por lo que llamó a Lavalle para que organizara el ejército correntino. Lo nombró comandante del mismo por decreto del 25 de octubre.
No había transcurrido un año desde la batalla de Pago Largo, cuando Ferré logró armar un nuevo ejército de 3.000 hombres, que puso al mando de Lavalle. El ejército fue equipado con armas obtenidas en el Brasil y se situó su cuartel general en Rincón del Ombú, al sur de Curuzú Cuatiá.
Por su parte, Ferré firmó un tratado con Rivera para obligar a este a unirse a la campaña contra Rosas que se estaba planeando. Se le cedía a Rivera el mando supremo de los ejércitos antirrosista a cambio de ayuda militar, que llegaría en "el momento oportuno". Ese momento oportuno debería esperar casi tres años.
A fines de 1839, Juan Pablo López incursionó en el sur de Corrientes. Derrotó al comandante Maciel en el combate de Bacacuá, y lo mandó fusilar. En respuesta, Lavalle publicó una violenta proclama: 

"¡La hora de la venganza ha sonado! ¡Vamos a humillar el orgullo de esos cobardes asesinos! Se engañarían los bárbaros si en su desesperación imploran nuestra clemencia. Es preciso degollarlos a todos. Purguemos a la sociedad de esos monstruos. Muerte, muerte sin piedad."

Ferré lo acompañó:

".. Derramad a torrentes la inhumana sangre para que esta raza maldita de Dios y de los hombres no tenga sucesión."

Pero Lavalle no intentó enfrentar a López: lo eludió retirando su ejército hacia el norte. López arreó el ganado que encontró y se retiró de Corrientes. Mientras tanto, Echagüe era derrotado por Rivera en el Uruguay en la batalla de Cagancha, del 29 de diciembre de 1839. López debió alejarse de las fronteras de Corrientes para ayudar a salvar el ejército entrerriano en retirada; logró destruir una flotilla francesa en Ayuí, permitiendo que Echagüe cruzara el río Uruguay.
Poco después se incorporaban al ejército de Lavalle los restos de los "Libres del Sur", comandados por Manuel Rico.
El 1 de enero de 1840 Ferré le declaró la guerra a Rosas:

(...) contra el usurpador Juan Manuel de Rosas y sus secuaces, protestando no dejar las armas hasta no derrotar al tirano, oprobio de la Nación Argentina (...)

## Invasión de Entre Ríos
El ejército correntino al mando de Lavalle inició sus operaciones el 27 de febrero, con una expedición hacia Santa Fe que cruzó el río Paraná frente a Goya, para avanzar por el Gran Chaco. La expedición iba al mando del exgobernador santafesino Mariano Vera y del exjefe del ejército provincial cordobés, Francisco Reinafé. Estos fueron abandonados por los indígenas que los guiaban y fueron derrotados completamente en Cayastá el 26 de marzo. Ambos comandantes murieron en la batalla.
El grueso del ejército correntino al mando de Lavalle, formado por 3.360 hombres, de los cuales 531 de infantería, marchó hacia el río Uruguay para bordearlo en dirección a Concordia. Algunos días de marcha más atrás marchaba la reserva, al mando del general Manuel Vicente Ramírez.
Desde Concordia giró hacia Paraná en busca del gobernador Echagüe. El 26 de marzo, un destacamento de observación entrerriano fue dispersado por los correntinos a orillas del arroyo Villaguay. Ante la inacción de Echagüe, Lavalle continuó avanzando; el 9 de abril, los ejércitos chocaron en la batalla de Don Cristóbal, quedando el triunfo del lado correntino. No fue una victoria decisiva para Lavalle, porque Echagüe retiró sus tropas a tiempo para reorganizarlas y salvarlas del desastre, y porque el general porteño no supo sacar provecho de su ventaja. El general López Chico, del ejército correntino, murió en esa batalla.
El 16 de abril, Fructuoso Rivera invadió Entre Ríos, ocupando Concepción del Uruguay; de todos modos, tardó mucho tiempo en decidirse a avanzar hacia el interior de la provincia. Sólo el jefe de su vanguardia, general Ángel Núñez, hizo algunas excursiones hacia el oeste.
Echagüe retiró sus tropas a Nogoyá y luego hacia Paraná, estableciéndose en una posición defensiva en Sauce Grande, rodeado de defensas naturales. Rosas, por su parte, envió un refuerzo considerable al ejército de Echagüe.
Durante casi tres meses, los ejércitos permanecieron uno frente al otro sin combatir, hasta que, el 16 de julio, Lavalle atacó la posición de Echagüe en la batalla de Sauce Grande. Fue rechazado con graves pérdidas, pero esta vez fue Echagüe quien no supo aprovechar la ventaja.
Mientras Lavalle huía hacia el sur, el coronel Urquiza derrotó a la división de Ángel Núñez en el combate de Arroyo del Animal, cerca de Gualeguay.

## Lavalle en Buenos Aires
Lavalle trasladó su ejército hasta Punta Gorda, actualmente Diamante, donde se encontró con la flota francesa. En ella había llegado el general José María Paz, un jefe especialmente capaz. Pero para ambos generales hubiera sido imposible colaborar mutuamente. De modo que Lavalle envió a Paz a Corrientes junto al general Ramírez, para explicar su posición.
Sin esperar respuesta, Lavalle embarcó su ejército en la flota francesa y abandonó Entre Ríos. Los líderes federales creyeron que se retiraría hacia Corrientes, o que intentaría atacar Santa Fe. Pero, en un movimiento audaz, Lavalle se trasladó por medio de barcos franceses hacia San Pedro, en la Provincia de Buenos Aires.
Ferré, enfurecido, lanzó una proclama violenta contra Lavalle: 

"Lavalle… os ha abandonado, desertando con el ejército de ésta, a quien ha sorprendido y engañado. ¿Lo creéis, correntinos? Ese hombre a quien recibisteis con el abrazo de amigo, y a quien prodigasteis vuestra confianza y elementos, retribuye hoy vuestra lealtad y generosidad con la más negra de las traiciones. Correntinos: ha llegado el caso de redoblar nustros esfuerzos. La causa de la libertad, que habéis jurado defender, no depende de la defección de un malvado; nos sobran medios de vencer y lo haremos, sin que el nombre de él manche nuestras glorias en lo sucesivo. Armémonos y la victoria será nuestra. Mañana marcha a campaña y os aguarda en su cuartel general vuestro compatriota Pedro Ferré."

Después de aprovisionarse de caballos, lo que le tomó más tiempo del previsto, porque el general Ángel Pacheco le dispersó los que tenía, el ejército correntino avanzó hacia Buenos Aires. Esperaba apoyo en la población rural y en la ciudad para entrar en la capital. Pero, si bien la población de algunos pueblos del norte de la provincia manifestó cierta simpatía por Lavalle, y se reunió en el pueblo de San Pedro, a medida que avanzaba hacia la ciudad, no encontró más que enemigos.
Llegó hasta Merlo, donde se detuvo a esperar la rebelión de los antirrosistas en la ciudad. Pero el tiempo pasaba a favor de Rosas: este organizó un campamento militar en Santos Lugares, donde reunió la mayor parte de las tropas útiles. En Luján, las fuerzas del general Pacheco se iban reforzando y organizando.
Las fuerzas del sur de la provincia, organizadas por el coronel Vicente González, intentaron acercarse a Lavalle, que las dispersó en tres pequeños combates.
Pero Lavalle estaba muy desalentado por la falta de cooperación de los porteños: 

“No he encontrado sino hordas de esclavos; tan envilecidos como cobardes y muy contentos con sus cadenas […] Es preciso que sepas, mi adorada, que la situación de este ejército es muy critica. En medio de territorios sublevados o indiferentes, sin base, sin puntos de apoyo, la moral empieza a resentirse y es el enemigo que más tengo que combatir.”

## Lavalle en Santa Fe
Pero, a medida que pasaba el tiempo, la situación era más desventajosa para él. Y, a sus espaldas, apareció el gobernador santafesino Juan Pablo López. No se sabe por qué dio tanta importancia a López, pero decidió levantar el campamento en que estaba inmovilizado y perseguirlo. Este se hizo perseguir de cerca, llevándolo cada vez más lejos de Buenos Aires.
Todos sus amigos y casi todos los historiadores lo censuraron por abandonar el proyectado ataque a Buenos Aires, pero el hecho es que no hubiera podido vencer de ninguna manera.
Retrocedió hacia la provincia de Santa Fe, mientras una segunda columna, al mando del coronel José María Vilela marchaba paralelo a él, sobre la costa del río Paraná. Esta columna se cargó con todos los civiles que se habían unido a ellos, que marcharon en carretas e hicieron que la marcha del ejército fuera exasperantemente lenta; por esa razón, López pudo maniobrar para quedar a espaldas de Lavalle.
Tres divisiones federales perseguían a Lavalle: la de López, la de Pacheco, y algunas tropas de Santos Lugares más los porteños regresados de Entre Ríos, al mando del depuesto presidente Manuel Oribe. El mando de los tres ejércitos estaba, en teoría, en manos de Echagüe, mientras que, de acuerdo al Pacto Federal de 1831, en la provincia de Santa Fe debía tener el mando inmediato el gobernador López. Pero Rosas impidió la entrada de Pacheco en Santa Fe hasta que López se trasladó a Paraná, a entrevistarse con Echagüe. Y después dio el mando del ejército combinado al general más antiguo; esto es, a Oribe.
Lavalle llegó hasta Santa Fe (capital), ciudad que estaba defendida por una pequeña fuerza al mando del general Eugenio Garzón. Tras varios días de combates en la misma ciudad, el general Iriarte logró capturar la ciudad. Los unitarios reunieron una pequeña asamblea, formada por los antiguos partidarios de Cullen, que nombraron gobernador a Pedro Rodríguez del Fresno. Pero las tropas de caballería, fueron derrotadas en dos batallas menores al sur de la ciudad, y los caballos que había reunido al norte de la misma fueron atacados y dispersados por los jaguares de la zona.
Todo el ejército dependía de Lavalle, cuya moral estaba en su punto más bajo: 

"¿Disciplina en nuestros soldados? ¡No! ¿Quieren matar? Déjenlos que maten. ¿Quieren robar? Déjenlos que roben."

Estando en Santa Fe recibió dos noticias: la buena era que el general Lamadrid había invadido la provincia de Córdoba, donde, en ausencia del gobernador Manuel López, una revolución lo había derrocado. Los nuevos gobernantes se unieron a la Coalición del Norte, que desde hacía casi un año se había rebelado contra Rosas y controlaba todas las provincias del norte argentino – con la notable excepción de Santiago del Estero. 
La mala noticia era que el gobierno francés, después de más de dos años de no haber logrado doblegar la resistencia del gobierno de Rosas, había decidido arreglar sus diferencias con él. En el Tratado Mackau-Arana, ambas partes habían cedido algo de sus pretensiones, y se había firmado la paz. El bloqueo había sido levantado, y Lavalle no tenía ya aliados que lo pudieran ayudar desde el río.

## Quebracho Herrado
Entonces Lavalle se puso de acuerdo con Lamadrid, para pasar a Córdoba y unir sus fuerzas. Con los dos ejércitos reunidos, pensaron en aniquilar las milicias de Manuel López "Quebracho" e invadir Buenos Aires. Consideraron imposible que Rosas les pudiese hacer frente.
Por medio de mensajeros, los dos generales acordaron reunirse en la posta de Romero, cerca de Quebracho Herrado, en el extremo oriental de la provincia de Córdoba, el día 20 de noviembre. Lavalle abandonó Santa Fe el 7 de noviembre y se dirigió hacia allí, perseguido de cerca por las fuerzas de Oribe. La persecución fue tan intensa, que tuvo que detenerse a cada rato para obligarlo a formar en orden de batalla, aun cuando no pretendía presentar combate. Esas maniobras, y la lentitud a que obligaban las carretas de emigrados – ahora más numerosas que antes, por la incorporación de emigrados de Santa Fe – hicieron que se retrasara y no pudiera llegar el día convenido.
Pasados algunos días, y sin noticia alguna de Lavalle, Lamadrid se retiró un poco hacia el sur, en busca de Quebracho López, sin avisar a su aliado de su maniobra. De modo que, cuando Lavalle llegó a destino, Lamadrid no estaba allí, ni había noticia alguna sobre su paradero. 
De modo que se vio obligado a presentar combate. La batalla de Quebracho Herrado, del 28 de noviembre de 1841, fue una victoria absoluta de los federales, al mando de Oribe y Pacheco.
La noticia de la batalla llegó a Corrientes, donde el gobernador Ferré decidió no dejarse ganar por el desánimo. Comenzó a armar otro ejército, que puso al mando del general José María Paz.

## Final del segundo ejército correntino
Los restos del ejército se retiraron hacia la ciudad de Córdoba, donde se encontraron Lavalle y Lamadrid. Después de las recriminaciones que mutuamente se hicieron, se pusieron de acuerdo para retirarse hacia el norte. Mientras Lamadrid retrocedía a Tucumán, Lavalle intentó dominar Cuyo y La Rioja; pero las tropas enviadas a Cuyo fueron masacradas en la batalla de San Cala. Lavalle, con lo que quedaba de su ejército, retrocedió a Tucumán.
Parte de las tropas correntinas, mandadas por el general Ábalos, fueron incorporadas al ejército con que Lamadrid hizo su campaña a San Juan y Mendoza. Tras su derrota en la batalla de Rodeo del Medio, los sobrevivientes terminaron exiliados en Chile.
La mayor parte de las tropas de Lavalle lo acompañaron hasta después de la derrota definitiva, en la batalla de Famaillá, del 19 de septiembre de 1841. Lavalle retrocedió hasta Salta, donde creyó poder llevar adelante una guerra de guerrillas.
Pero entonces los correntinos lo abandonaron: guiados por algunos oficiales como Manuel Hornos y José Manuel Salas, cruzaron el Chaco hasta llegar a Corrientes. Allí se había organizado el tercer ejército correntino contra Rosas, al mando del general Paz. Se incorporaron al mismo a tiempo de luchar en la batalla de Caaguazú, brillante victoria de Paz.
Sin su ejército correntino, Lavalle quedó solo con las tropas de las provincias del norte y algunos oficiales que lo habían acompañado desde Montevideo. Eran demasiado pocos para hacer frente a Oribe, de modo que retrocedieron a San Salvador de Jujuy. Estando en esa ciudad, Lavalle fue muerto por casualidad por una partida federal. Sus restos fueron trasladados a Bolivia por lo que quedaba de sus tropas.